# Краснопрудный переулок
Краснопру́дный переу́лок — улица в центре Москвы в Красносельском районе от Краснопрудной улицы. Здесь находится Главный центр магистральных перевозок почты (ГЦМПП) и музей почтовой связи при ГЦМПП.

## Происхождение названия
Назван по прилеганию к Краснопрудной улице. До 1986 года назывался 2-й Краснопрудный переулок; таких переулков было четыре, но два из них теперь не существуют, а третий стал Давыдовским переулком.

## Описание
Краснопрудный переулок начинается от чётной стороны Краснопрудной улицы и проходит на юго-восток по направлению к железнодорожным путям Казанского направления параллельно Давыдовскому переулку. Заканчивается вблизи железнодорожных линий (выхода к ним нет), налево проходит безымянный проезд, выходящий на Краснопрудную улицу.

## Здания и сооружения
- Дом 7 — Главный центр магистральных перевозок почты (ГЦМПП).